# Skythrenchelys
Skythrenchelys is een geslacht van straalvinnige vissen uit de familie van slangalen (Ophichthidae).

## Soorten
- Skythrenchelys macrostomus (Bleeker, 1864)
- Skythrenchelys zabra Castle & McCosker, 1999